# Nationaal park Pico da Neblina
Nationaal park Pico da Neblina is een nationaal park in Brazilië, grenzend aan Venezuela. Het park is gesticht in 1979, en is een van de grootste nationale parken, met een oppervlakte van 22200 km2. Het park is vernoemd naar de Pico da Neblina, die in het park ligt en de hoogste berg van het land is (2994 m). 

## Karakteristiek
Het park ligt in een van de natste delen van het Amazonegebied, met een jaarlijkse neerslag van gemiddeld 4000 mm. 
Het park wordt bedekt door tropisch regenwoud, maar op grotere hoogtes komen andere vegetaties voor. Het rijke dierenleven omvat onder meer de bijzondere apensoort Cacajao hosomi en de vogel Rupicola rupicola.

## Toerisme
Het park kan alleen bezocht worden met een speciale vergunning. Er is geen toeristische infrastructuur en toegang is erg moeilijk. 